# Ugocsa non coronat

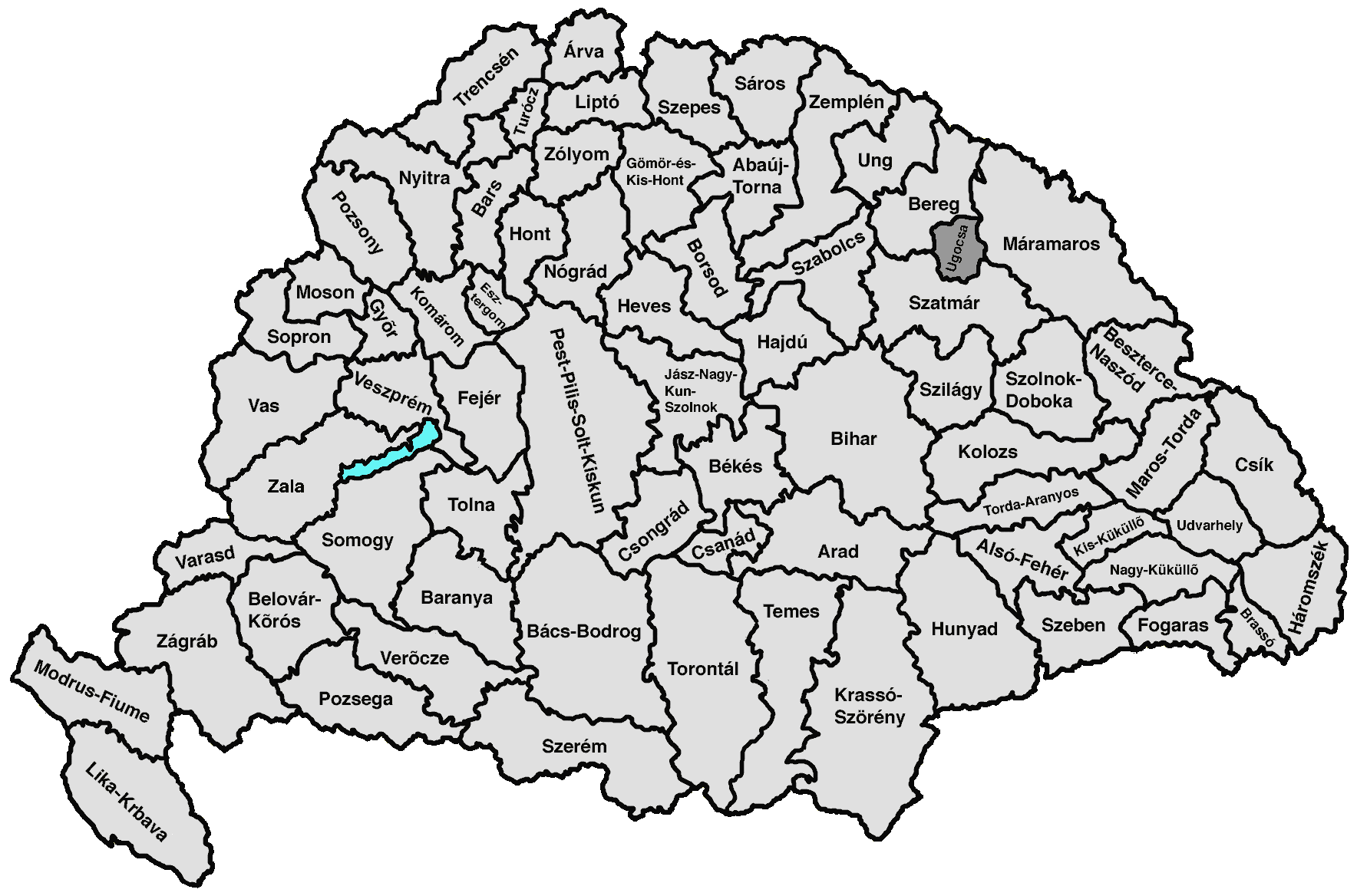
Ugocsa elhelyezkedése a Magyar Királyságban

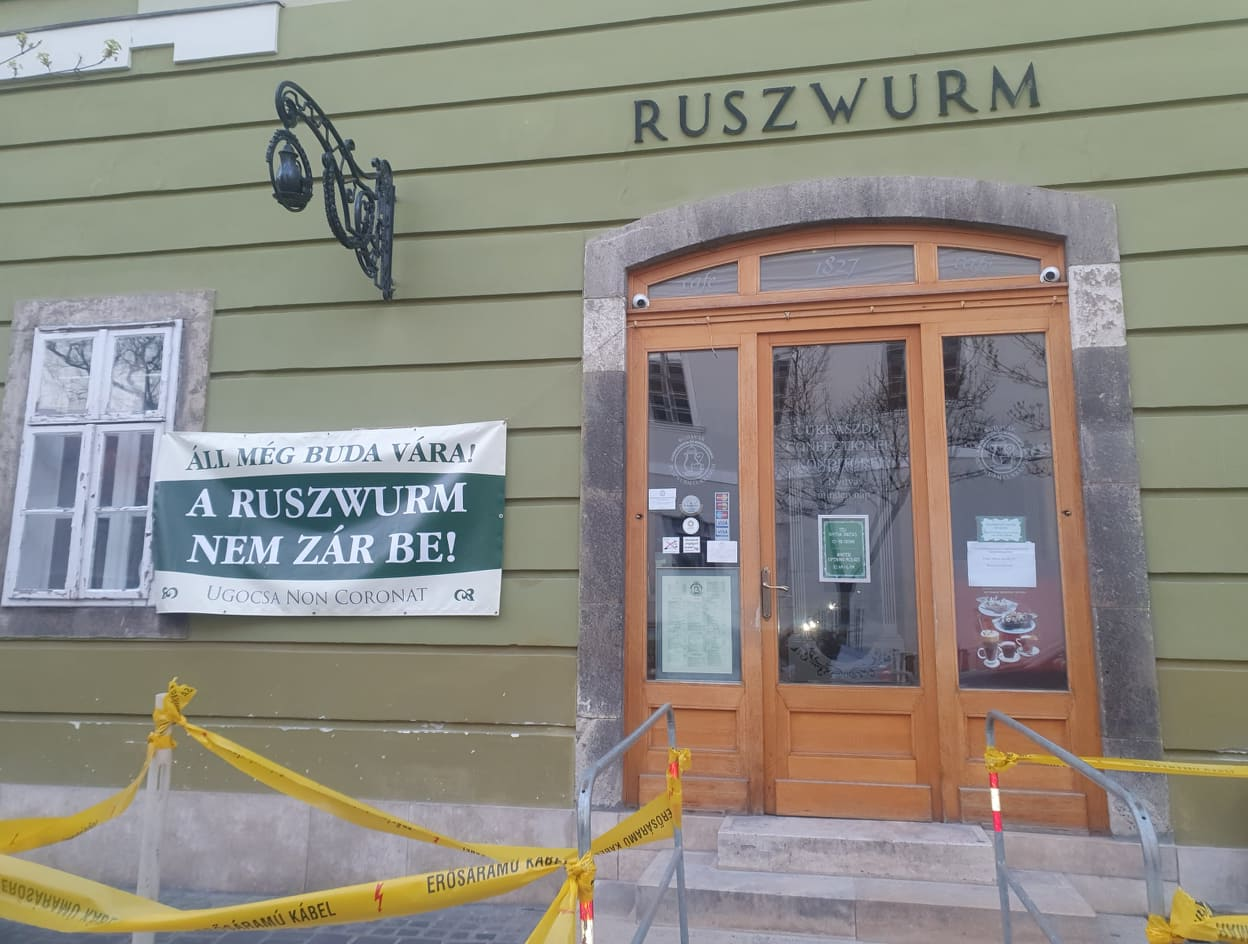
„Áll még Buda vára – a Ruszwurm nem zár be! (Ugocsa non coronat)” – a Covid19-pandémia idején, 2020 áprilisában

Ugocsa címere

Az Ugocsa non coronat latin kifejezés, azt jelenti, hogy Ugocsa nem koronáz. Ismeretlen eredetű történelmi szólás.
A hagyomány szerint Ugocsa vármegye írta ezt a lakonikus választ az 1505. év rákosi gyűlés határozatára visszautalva, amikor I. Ferdinánd a rendeket koronázásra hívta Székesfehérvárra (1527. november 3.).  
Egy másik verzió szerint az 1722. évi országgyűlésen hangzott el először, mikor a pragmatica sanctiót tárgyalták. A leányörökös megkoronázásáról a szavazás coronat vagy non coronat kifejezésekkel történt. Állítólag egyedül az ugocsai követ szavazott „non coronat”-tal, s ezóta forog közszájon. Egy időben még hozzátették: sed ornat (hanem díszít). Tény, hogy 1635-ben már használták, így ez a verzió kevéssé valószínű.
Mivel a történelmi Magyarországnak Ugocsa volt a legkisebb vármegyéje, a többnyire ironikusan idézett szólás azt a fajta tiltakozást teszi nevetségessé, amikor a tiltakozónak nincs meg a kellő tekintélye ahhoz, hogy véleményét kellőképpen érvényesíteni tudja. Például a budavári Ruszwurm cukrászda írta ki egy ideiglenes plakátra a 2020-as Covid19-pandémia idején (lásd mellékelt ábra), arra utalva, hogy nyitvatartása a kisebbségbe helyezte a sorra bezárt budapesti vendéglők és cukrászdák közt.